# Principauté du Balaton
Pour les articles homonymes, voir Balaton.
839/840-–876
Entités suivantes :
- Grande-principauté de Hongrie

La principauté du Balaton, aussi appelée principauté de Blatnozero ou Blatnozérie (du nom slave du lac Balaton), principauté de Pribina-Kocel (principalement dans les sources allemandes) ou encore par abus de langage « duché de Pannonie », « principauté pannonienne » ou « royaume de Pannonie », est un knézat slave occidental de la période 839/840-876, situé dans l'ancienne Pannonie romaine, entre le Danube au nord et à l'est, la Drave et la Save au sud, et Graz à l'ouest. La principauté a été divisée par les conquêtes des Carolingiens et soumise par les Magyars à la fin du IXe siècle lors de leur arrivée dans l'ancienne Pannonie. 

## La période antérieure

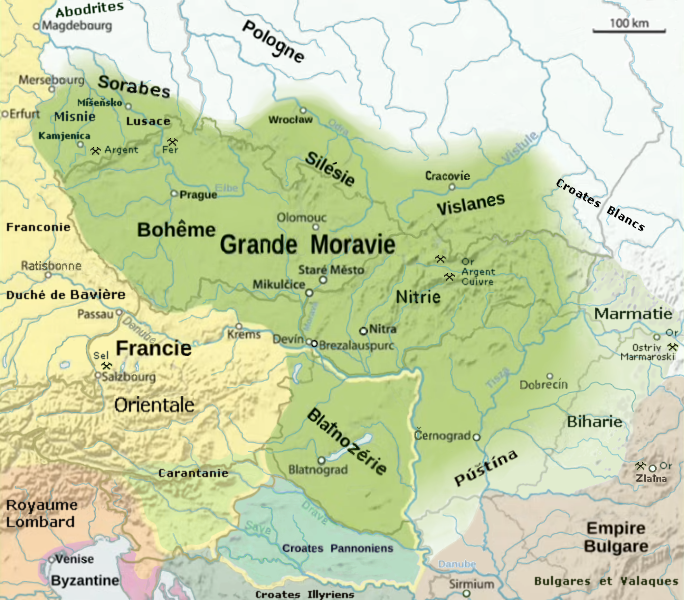
Le sud-est de l'Europe au IXe siècle : la principauté y apparaît sous le nom de « Blatnozérie ».

À cette époque les peuples slaves étaient faiblement différenciés, avec des langues encore très proches du slave commun. Les habitants et les dirigeants de la principauté du Blatnozero ont très probablement été liés à chacun des peuples slaves voisins : au nord les Grand-moraves (futurs Tchèques et Slovaques), à l'ouest les Carantanes (ultérieurement absorbés par la germanisation des marches de Francie orientale dirigées par Arnulf de Carinthie), au sud-ouest les Slovènes et les Croates (qui revendiquent la Principauté comme appartenant à leur histoire), au sud-est les Sorabes du sud (futurs Serbes).
L'établissement des Slaves en Pannonie a commencé à la fin du Ve siècle après la dislocation de la fédération des Huns. À la fin du VIe siècle, les Slaves sont devenus vassaux du khanat Avar. Au début du IXe siècle, le khanat avar s'effondre en raison de ses conflits internes et des attaques des Carolingiens et des Bulgares. Le sud-est de la Pannonie et le bassin oriental de la Tisza sont intégrés dans le Khanat bulgare du Danube, tandis que la Pannonie occidentale tombe sous la domination de l'empire carolingien qui y crée des marches ultérieurement gouvernées par le duc de Frioul au service de l'empereur Louis le Pieux. Dans les deux premières décennies du IXe siècle, une grande partie du bassin du moyen Danube (dit « plaine de Pannonie » par l'historiographie hongroise) était dirigée par le voïvode slave Ljudevit Posavski, vassal des Francs.

## La principauté du Blatozero

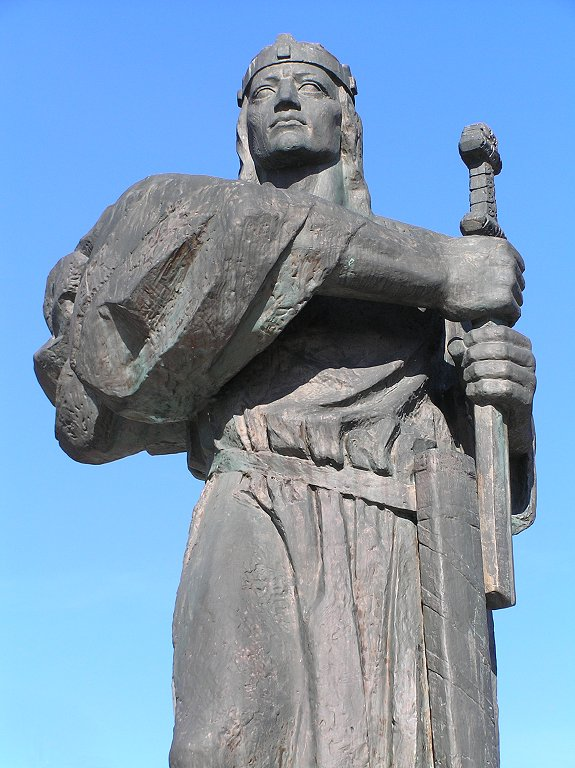
Pribina, le premier souverain (knèze) de la principauté du Blatnozero.

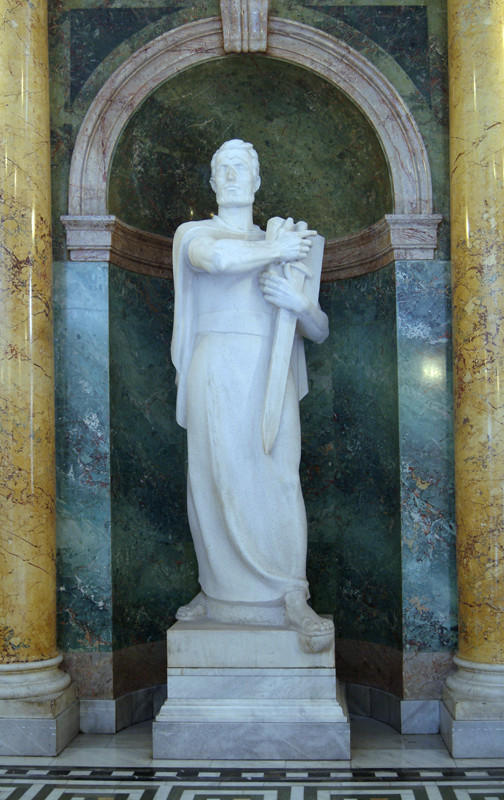
Statue de Kocel (Assemblée nationale de la république de Serbie à Belgrade).

### Dénomination
Le Blatnozero (« lac boueux » en langue slave, aujourd'hui lac Balaton en Hongrie) a donné son nom moderne à la principauté, mais en raison des sources trop fragmentaires, on ignore quel nom ses habitants lui donnaient. Sa capitale était Blatnohrad : la « forteresse de la Blatna » en langue slave, appelée plus tard Mosabourg, aujourd'hui Zalavár en Hongrie. Cette ville s'élevait sur les rives de la Blatna (« rivière boueuse » en slave, aujourd'hui Zala), entre le petit et le grand Balaton.

### Histoire
La principauté émerge dans l'histoire peu après la création de la Grande-Moravie au nord du Danube en 833 : Pribina, jusqu'alors prince de la principauté de Nitra est expulsé de son pays par Mojmír I de Moravie. Après diverses aventures, il reçut des Francs les territoires situés en Basse-Pannonie en 839 ou il créa la principauté du Blatnozérie. Ce fut un geste calculé de la part de Louis le Germanique, qui visait à limiter la puissance de son préfet, Ratbod, ainsi qu'à gagner un allié (et un « État tampon ») contre les menaces potentielles de la Grande-Moravie et de la Bulgarie. Pribina était un duc au service de Louis le Germanique. Il fortifia la ville, agrandit son État et le dirigea pendant deux décennies. Son État était peuplé de Carantanes et autres Slaves, de Francs et autres germaniques, d'Avars et autres peuples des steppes, initialement adeptes de leurs divinités respectives (slaves, germaniques, tengristes…) mais tous en voie de christianisation : Pribina permit donc à l'archevêque de Salzbourg de consacrer des églises dans la région. 
Après une attaque de Carloman (lors de sa révolte contre Louis le Germanique), le prince Kocel, fils de Pribina, se réfugia à la cour de Louis qui le rétablit dans ses terres. Pendant l'été 867, Kocel offrit l'hospitalité aux frères missionnaires Cyrille et Méthode lors de leur voyage de Grande-Moravie jusqu'à Rome, alors qu'ils allaient expliquer au pape l'intérêt d'utiliser la langue slave comme langue liturgique. Ils firent ainsi de Blatnohrad un des centres de diffusion de la nouvelle écriture slavonne : le glagolitique. Bien que vassal de la Francie orientale, Kocel tentera de résister à la germanisation voulue par les féodaux et du clergé francs, et essaiera de former un archevêché slave indépendant d'eux. 
Finalement, après la mort de Kocel en 876, la principauté devint à nouveau une marche de la Francie orientale, dirigée par Arnulf de Carinthie. Au cours de la guerre de succession dans l'est de l'empire franc, en 884, la région fut conquise par la Grande-Moravie. Après quelques années de paix, Arnulf reprit la  guerre contre la Moravie et reconquit la Blatnozérie en 894. Après avoir revendiqué la couronne impériale en 896, Arnulf donne la Blatnozérie en fief à un autre duc slave, Braslav. Peu après, en 901, la région fut conquise par les Hongrois qui en restèrent maîtres jusqu'à nos jours.

### Géographie de la principauté
La principauté se composait des entités suivantes : 
- voïvodie de Blatnozero, entre Veszprém et la Drave ;
- voïvodie de Ptouïe, aux environs de la cité homonyme ;
- voïvodie de Doudlèbe, aux environs de Graz et Blatnohrad (actuel Zalavár) ;
- probablement aussi :
  - la principauté d'Etgar entre Kyssak (actuel Kőszeg) et Novipogost (actuel Klosterneuburg) ;
  - temporairement, des territoires entre le Danube et la Tisza, entre la Drave et la Save, dans la Bačka et en Slavonie.

### Souverains
- Pribina (de 839/840 à 860/861)
- Kocel (de 860/861 à 876)

## Littérature
- (bg) Kirilo-Metodievska entsiklopedia (« Encyclopédie de Cyrille et Méthode »), en 3 volumes, (en bulgare), [DR5.K575 1985 RR2S], Sofia 1985
- (sk) Dejiny Slovenska (« Histoire de la Slovaquie ») en 6 volumes, Bratislava (volume 1, 1986)
- Ján Steinhübel (sk) Nitrianske kniežatstvo (« La principauté de Nitra »), Bratislava 2004

## Note
1. ↑  Hans-Erich Stier (dir.): « Westermann Grosser Atlas zur Weltgeschichte », 1985,  (ISBN 3-14-100919-8), p. 59.
2. ↑  L'historiographie hongroise, s'alignant sur le point de vue de l'Académie hongroise (voir  ,  ou ) conteste l'identification de Blatnograd à Zalavár et affirme que Mosaburg est l'actuel Moosburg en Autriche, où se trouvent les ruines dites « du château d'Arnulf ». Selon cette thèse hongroise, le château, les églises, la situation géographique, la présence de marais et de la rivière Sala/Salla, à côté de Köflach, correspondent mieux à la description de la ville dans la Conversio Bagoariorum et Carantanorum. Cette contestation s'inscrit dans l'orientation de l'historiographie hongroise depuis la chute du communisme en 1990 : un retour à la thèse austro-hongroise du « Désert des Avars » (Avar sivatag) émise au cours du XIXe siècle pour délégitimer les revendications austroslavistes ou roumaines. La thèse du « Désert des Avars » affirme que les Magyars d'outre-frontières actuels (devenus un enjeu dans la politique intérieure hongroise sur le thème de leurs droits historiques) sont les « îlots résiduels » d’une population hongroise initialement uniforme dans tout le bassin des Carpates intérieures (appelé « Bassin Pannonien » en Hongrie, improprement car la Pannonie se trouvait seulement sur la rive droite du Danube). Cette « population exclusivement magyare » au Xe siècle, aurait été progressivement submergée à partir du XIIIe siècle par « l'arrivée massive d'immigrants allogènes » slaves ou valaques. Cette thèse nie la présence, au moment de l'arrivée des Magyars, de populations slaves ou romanes, affirmant qu'à la suite du massacre de tous les Avars par les Carolingiens en 805, les Magyars auraient trouvé un pays vide de tout habitant sédentaire, malgré l'existence attestée d'États slaves comme la Moravie ou la Blatnozérie (appelée « Pannonie » en Hongrie) et plus tard les « banats » (duchés vassaux) de Croatie, Serbie et Valachie occidentale, avec leurs « sièges » et leur autonomie. Ainsi, la diversité des populations de la Hongrie d'avant 1918 serait le fruit d'une « immigration », et le traité de Trianon serait le scandaleusement injuste aboutissement d'un processus de « submersion de la population originelle ». Beaucoup d'auteurs et de cartographes hongrois considèrent toute autre thèse comme « fausse » et « inventée » : voir (hu) « Geönczeöl Gyula Fekete és Fehér Magyarország titkai. dr. hist. Bakay Kornél Kárpát-medence népessége a VIII-IX században », sur adoc.pub (consulté le 24 décembre 2020).